# Kalliosaari (ö i Norra Karelen, Joensuu, lat 63,34, long 29,41)
Kalliosaari är en ö i Finland. Den ligger i sjön Pielisjärvi och i kommunen Juga i den ekonomiska regionen  Joensuu ekonomiska region  och landskapet Norra Karelen, i den centrala delen av landet, 400 km nordost om huvudstaden Helsingfors. Öns area är 1 hektar och dess största längd är 170 meter i sydöst-nordvästlig riktning.